# Rapp Károly
Rapp Károly (Nagyenyed, 1916. november 8. – Kolozsvár, 1980. szeptember 12.) evangélikus pap, egyházjogi szakíró.

## Életútja
A Bethlen Kollégiumban érettségizett (1933), felsőbb tanulmányait a kolozsvári református és a soproni evangélikus-lutheránus teológián végezte (1937). Apácán segédlelkész, Nagyenyeden missziós lelkész, majd a bukaresti evangélikus egyházközség papja (1941-51). Ezt követően haláláig a Kolozsvári Protestáns Teológiai Intézet előadótanára, 1973-tól helyettes, 1974-78 között választott rektora; 1961-70 között a Zsinatpresbiteri Evangélikus Egyház püspökhelyettes-főjegyzője. Teológiai rektorsága alatt került sor az intézet fennállása 25. évfordulójának megünneplésére, ünnepi beszédét a Református Szemle közölte (1974/4).
Politikai téren is szerepet vállalt: 1945-től részt vett az MNSZ vezetésében, a bukaresti szervezet elnöke (1946-48). A Nemzetiségi Minisztérium egyházügyi szakértője (1948-51) abban a szakaszban, amikor kidolgozzák és az egyházakkal elfogadtatják a működésüket a hatalom elvárásai szerint szabályozó statútumokat; amikor a római katolikus egyház kebelében egy „békepapi” irányzattal próbálnak Rómától elhatárolódó irányzatot érvényre juttatni. A Kolozsvári Protestáns Teológiai Intézet tanáraként, majd rektoraként szintén maradéktalanul igyekezett eleget tenni az állami elvárásoknak.
Írásai a Református Szemlében jelentek meg. 1969-ben védte meg Jog és egyházszervezet című teológiai doktori disszertációját, amelyben jogelméleti megalapozást nyújt az egyházszervezés kérdésköréhez. Egy tanulmányában (Református Szemle 1973/3-6) a keresztény egyházak „békeszolgálatáról” értekezett.